# Davit Terteryan
Davit Terteryan (in armeno Դավիթ Տերտերյան?; Abovyan, 17 dicembre 1997) è un calciatore armeno, difensore dell'Alaškert.

## Carriera

### Club
Esordisce a livello professionistico col P'yownik, prima di passare al Ganjasar, rimanendovi fino al 2020, anno di fallimento del club. L'anno successivo, si trasferisce da svincolato all'Ararat-Armenia.

### Nazionale
Dopo aver giocato nelle selezioni giovanili Under-17 e Under-21, viene convocato in nazionale maggiore nel 2021 dal CT Joaquín Caparrós. Esordisce il 1º giugno 2021 in un match amichevole contro la Croazia, terminato 1-1.

## Statistiche

### Presenze e reti nei club
Aggiornato al 1º giugno 2024
| Stagione              | Squadra               | Campionato            | Campionato | Campionato | Coppe nazionali | Coppe nazionali | Coppe nazionali | Coppe continentali | Coppe continentali | Coppe continentali | Altre coppe | Altre coppe | Altre coppe | Totale | Totale |
| Stagione              | Squadra               | Comp                  | Pres       | Reti       | Comp            | Pres            | Reti            | Comp               | Pres               | Reti               | Comp        | Pres        | Reti        | Pres   | Reti   |
| --------------------- | --------------------- | --------------------- | ---------- | ---------- | --------------- | --------------- | --------------- | ------------------ | ------------------ | ------------------ | ----------- | ----------- | ----------- | ------ | ------ |
| ago.-dic. 2017        | P'yownik              | BC                    | 9          | 0          | CA              | 1               | 0               | UEL                | 0                  | 0                  | -           | -           | -           | 10     | 0      |
| gen.-giu. 2018        | Ganjasar              | BC                    | 12         | 0          | CA              | 1               | 0               | UEL                | -                  | -                  | -           | -           | -           | 13     | 0      |
| 2018-2019             | Ganjasar              | BC                    | 16         | 0          | CA              | 1               | 0               | UEL                | 0                  | 0                  | SA          | 0           | 0           | 17     | 0      |
| 2019-2020             | Ganjasar              | BC                    | 12         | 0          | CA              | 4               | 0               |                    | -                  | -                  | -           | -           | -           | 16     | 0      |
| ago.-dic. 2020        | Ganjasar              | BC                    | -          | -          | CA              | -               | -               |                    | -                  | -                  | -           | -           | -           | -      | -      |
| Totale Ganjasar       | Totale Ganjasar       | Totale Ganjasar       | 40         | 0          |                 | 6               | 0               |                    | -                  | -                  |             | -           | -           | 46     | 0      |
| gen.-giu. 2021        | Ararat-Armenia        | BC                    | 13         | 0          | CA              | 3               | 1               | UCL+UEL            | -                  | -                  | -           | -           | -           | 16     | 1      |
| 2021-2022             | Ararat-Armenia        | BC                    | 26         | 0          | CA              | 1               | 0               | -                  | -                  | -                  | -           | -           | -           | 27     | 0      |
| 2022-2023             | Ararat-Armenia        | BC                    | 19         | 0          | CA              | 1               | 0               | UECL               | 0                  | 0                  | -           | -           | -           | 20     | 0      |
| 2023-2024             | Ararat-Armenia        | BC                    | 10         | 0          | CA              | 1               | 0               | UECL               | 1                  | 0                  | -           | -           | -           | 12     | 0      |
| Totale Ararat-Armenia | Totale Ararat-Armenia | Totale Ararat-Armenia | 68         | 0          |                 | 6               | 1               |                    | 1                  | 0                  |             | -           | -           | 75     | 1      |
| Totale carriera       | Totale carriera       | Totale carriera       | 117        | 0          |                 | 13              | 1               |                    | 1                  | 0                  |             | -           | -           | 131    | 1      |

### Cronologia presenze e reti in nazionale
| Cronologia completa delle presenze e delle reti in nazionale ― Armenia | Cronologia completa delle presenze e delle reti in nazionale ― Armenia | Cronologia completa delle presenze e delle reti in nazionale ― Armenia | Cronologia completa delle presenze e delle reti in nazionale ― Armenia | Cronologia completa delle presenze e delle reti in nazionale ― Armenia | Cronologia completa delle presenze e delle reti in nazionale ― Armenia | Cronologia completa delle presenze e delle reti in nazionale ― Armenia | Cronologia completa delle presenze e delle reti in nazionale ― Armenia |
| Data                                                                   | Città                                                                  | In casa                                                                | Risultato                                                              | Ospiti                                                                 | Competizione                                                           | Reti                                                                   | Note                                                                   |
| ---------------------------------------------------------------------- | ---------------------------------------------------------------------- | ---------------------------------------------------------------------- | ---------------------------------------------------------------------- | ---------------------------------------------------------------------- | ---------------------------------------------------------------------- | ---------------------------------------------------------------------- | ---------------------------------------------------------------------- |
| 1-6-2021                                                               | Velika Gorica                                                          | Croazia                                                                | 1 – 1                                                                  | Armenia                                                                | Amichevole                                                             | -                                                                      | 38’ 62’                                                                |
| 2-9-2021                                                               | Skopje                                                                 | Macedonia del Nord                                                     | 0 – 0                                                                  | Armenia                                                                | Qual. Mondiali 2022                                                    | -                                                                      | 90+3’                                                                  |
| 5-9-2021                                                               | Stoccarda                                                              | Germania                                                               | 6 – 0                                                                  | Armenia                                                                | Qual. Mondiali 2022                                                    | -                                                                      | 57’                                                                    |
| 8-9-2021                                                               | Erevan                                                                 | Armenia                                                                | 1 – 1                                                                  | Liechtenstein                                                          | Qual. Mondiali 2022                                                    | -                                                                      |                                                                        |
| 8-10-2021                                                              | Reykjavík                                                              | Islanda                                                                | 1 – 1                                                                  | Armenia                                                                | Qual. Mondiali 2022                                                    | -                                                                      |                                                                        |
| 11-10-2021                                                             | Bucarest                                                               | Romania                                                                | 1 – 0                                                                  | Armenia                                                                | Qual. Mondiali 2022                                                    | -                                                                      |                                                                        |
| 11-11-2021                                                             | Erevan                                                                 | Armenia                                                                | 0 – 5                                                                  | Macedonia del Nord                                                     | Qual. Mondiali 2022                                                    | -                                                                      |                                                                        |
| 14-11-2021                                                             | Erevan                                                                 | Armenia                                                                | 1 – 4                                                                  | Germania                                                               | Qual. Mondiali 2022                                                    | -                                                                      |                                                                        |
| 24-3-2022                                                              | Erevan                                                                 | Armenia                                                                | 1 – 0                                                                  | Montenegro                                                             | Amichevole                                                             | -                                                                      | 81’                                                                    |
| 29-3-2022                                                              | Oslo                                                                   | Norvegia                                                               | 9 – 0                                                                  | Armenia                                                                | Amichevole                                                             | -                                                                      | 68’                                                                    |
| 16-11-2022                                                             | Pristina                                                               | Kosovo                                                                 | 2 – 2                                                                  | Armenia                                                                | Amichevole                                                             | -                                                                      | 77’                                                                    |
| Totale                                                                 |                                                                        | Presenze                                                               | 11                                                                     |                                                                        | Reti                                                                   | 0                                                                      |                                                                        |

## Palmarès

### Club

#### Competizioni nazionali
- Coppa d'Armenia: 2

Ganjasar: 2017-2018
Ararat-Armenia: 2023-2024